# Falsa partida
No desporto, uma falsa partida ou queimar a largada é um movimento efectuado por um participante de uma prova, antes (ou em alguns casos depois) do sinal de partida.
Dependendo do desporto e do evento, uma falsa partida, pode resultar em desqualificação imediata do atleta, um aviso em que uma falsa partida subsequente resultará em desclassificação, ou em uma penalidade contra o atleta ou da posição da equipe em campo.
As falsas partidas são comuns nos desportos de corrida (como natação, atletismo, vela, remo, desportos a motor, etc), onde muitas vezes as diferenças de tempo são obtidas por fracções de segundo e onde a ansiedade para ter o melhor início desempenha um papel importante no comportamento dos atletas. Regra geral, as falsas partidas, são sinalizadas com um segundo sinal de partida, indicando que a prova deve ser interrompida.

## Falsas partidas

### Atletismo
Nas provas de velocidade a IAAF, o órgão coordenador da modalidade, criou uma regra em que se o atleta se move dentro de 0,10 segundos após a arma (o sinal de partida) ter disparado, é considerado que o atleta efectuou uma falsa partida.

### Natação
A FINA, o órgão coordenador da modalidade, estipula que qualquer nadador que parta antes do sinal de partida, é automaticamente desclassificado.

### Fórmula 1
Os pilotos já contaram com controles de largada, um componente eletrônico que permitia realizar a largada com aceleração ideal no momento correto, entretanto agora este controle está proibido. Os carros são equipados com sensores para que os comissários de pista identifiquem quando os pilotos queimam a largada e decidam qual punição deve ser aplicada. Uma largada queimada decorrente de um erro do piloto sem a assistência eletrônica ocorreu no Grande Prêmio da Bélgica de 2011, no qual o piloto Pastor Maldonado foi punido pelos comissários perdendo cinco posições na corrida seguinte da temporada. O próprio piloto alegou que queimou a largada pois a embreagem escorregou antes que fosse dado o sinal de partida.